# Pia Myrvold
 (avril 2014).
Pia Myrvold  est un artiste norvégienne de l'art numérique.  Elle est aussi connue comme  designer.  Elle vit et travaille à Paris (France). Peintre de formation, elle s'est vite  tournée vers les nouvelles technologies pour en utiliser les apports. Elle est née en 1960.

## Actualité
Une exposition de ses œuvres a eu lieu en mai et juin 2009  à la galerie "moretti & moretti", 6, Cour Bérard à Paris (près de la Bastille). 

## Parcours
Dès ses débuts, en Norvège, dans les années 80,  Pia Myrvold a toujours  développé des projets imbriquant les nouvelles technologies aux plus anciennes.
Elle a ainsi créé de nouvelles formes dans des espaces issus de l’architecture, de la mode, de la musique, du design mais aussi des technologies issues du numérique, d’internet à la vidéo, associant même la danse contemporaine.
En 1992, elle déroule ainsi 500 mètres de tissu dans le  Parc de la Villette à Paris pour une performance intitulée « Vent urbain ». Elle lance ensuite une collection de vêtements « déconstruits ». 
En 1994 le magazine Vogue la classe parmi les quarante plus importants designers au monde.

## Art  tech
Pia Myrvold expérimente alors les outils "art tech", logiciels informatiques ou  Internet. Elle présente, en 2004, un de ses projets les plus ambitieux, “Female Interfaces”, au  Centre Georges Pompidou à Paris. Des vêtements interactifs, permettent à ses performers de faire  apparaître des images projetées  en appuyant sur des boutons et des panneaux placés à l’intérieur de leurs vêtements. Ces intervenants  deviennent les protagonistes d’actions et de pensées créatives. Elle expose en 2006   au Centre d’architecture de New York.  
Récemment, Pia Myrvold a exposé ses peintures, ses installations vidéo et ses travaux interactifs dans différentes capitales européennes et dans deux musées majeurs de Norvège : le Centre Norvégien pour le Design et l’Architecture à Oslo en 2007 et le Rogaland Musée d’Art Contemporain à Stavanger en 2008